# Éléphant (formation rocheuse)
Pour les articles homonymes, voir Éléphant (homonymie).

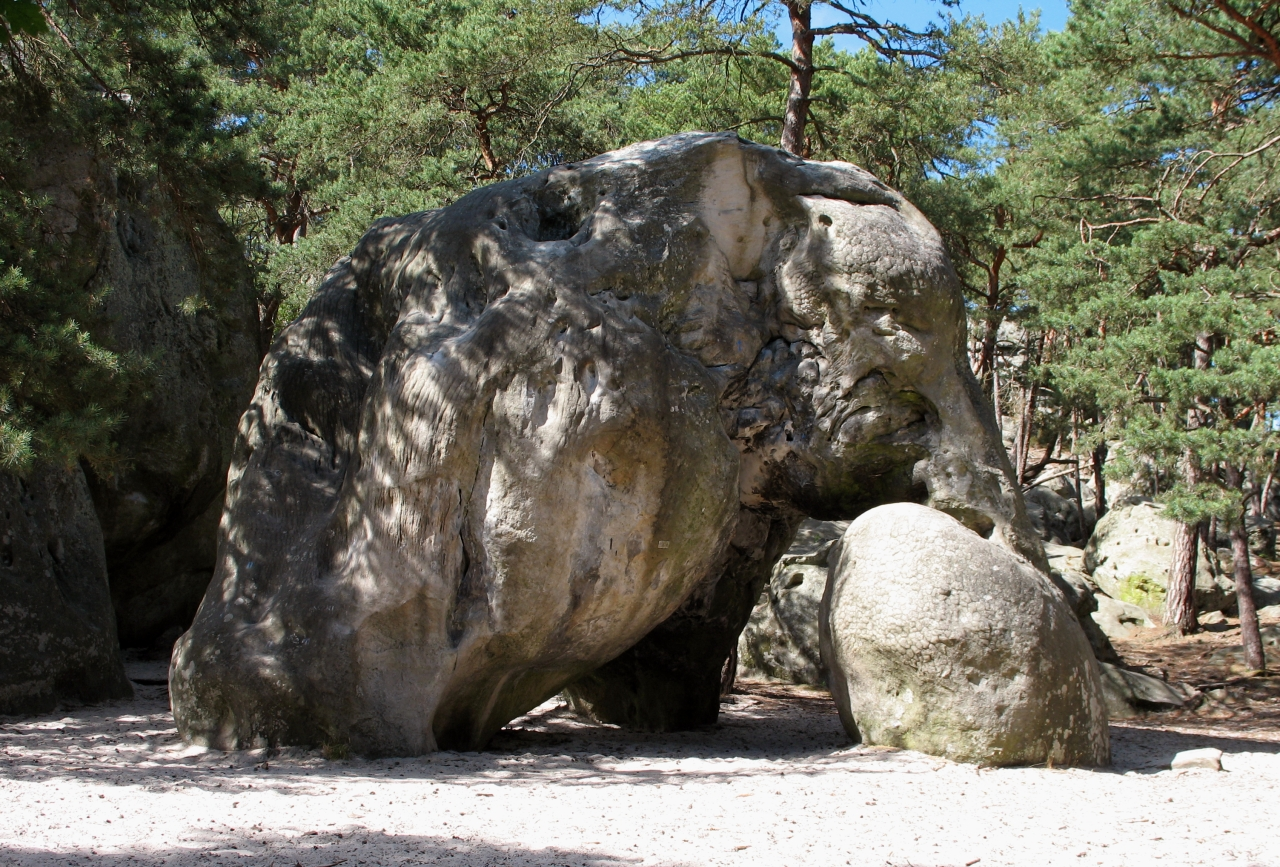
Le rocher en forme d'éléphant

Le rocher et le site de l'Éléphant sont situés dans la forêt de la Commanderie (connexe à celle de Fontainebleau), à proximité de Larchant. Un bloc de grès dont la forme rappelle celle d'un Éléphant a donné son nom au groupe des rochers qui l'entourent. Le groupe s'appelait autrefois Rocher de la justice, le GR 13 le traverse.
Plusieurs circuits d'escalade y sont tracés à la peinture :
- Blanc - circuit enfants (départ à côté du jaune)
- Jaune PD-. Circuit d'initiation
- Orange AD
- Bleu D
- Rouge TD
- Noir ED-